# 王庆祺
王庆祺（？—？），字仲蓮、一字仲廉、一字鶴春，号莲卿，順天府寶坻縣（今天津市寶坻區）人，官至翰林院侍讲加二品顶戴、弘德殿行走。

## 生平
咸丰十年（1860）庚申恩科进士，先后任翰林院庶吉士、翰林院检讨、翰林院編修，南书房行走。同治4年，任會試同考官。同治6年，任湖南鄉試正考官。同治12年，任河南鄉試副考官。同治13年，任翰林院侍讲、弘德殿行走。同年农历十一月甲寅日，加二品顶戴。 其父为王祖培。
但根据祁颂威的笔记体著作《䜯谷亭隨筆》，王是带坏同治帝的元凶，并最终导致皇帝驾崩。 清末御史胡思敬在其《国聞备乘》里亦持类似看法。
所以在同治帝驾崩不久的同治十三年十二月十四，王庆祺终因御史陈彝参劾而当日被罢官，永久逐出官场——

又諭、御史陳彞奏儒臣品誼有虧，據實參劾一摺。翰林院侍講王慶祺於同治九年，伊父王祖培在江西途次病故。該員赴贛州見喪後，並不迅速扶柩回籍，輒即前往廣東，經該省大吏助以川資，實屬忘親嗜利。又上年為河南考官，出闈後微服冶游。似此素行有虧，亟應從嚴懲辦。王慶祺著即行革職，永不敘用，以肅官方。起居注現月
名门之后的刘体智所著《异辞录》曾有在卷二的《刺王慶祺聯》里提到时人撰联讽刺王——

同治賓天，有一聯云：「弘德殿，廣德樓，德行何居？慣唱曲兒鈔曲本；獻春方，進春冊，春光能幾？可憐天子出天花。」指王慶祺也。慶祺召入弘德殿，傳言在廣德樓飯莊唱曲，遇穆宗微行，識之，因之與從行內監交結，遂得供奉。常以恭楷寫「西皮」、「二簧」劇本，朝夕進御。至春方、春冊，事本無考，吾國人喜以曖昧之事誣人名節。其後張樵野侍郎、康長素主政得罪，當時亦有是說，未足為憑也。穆宗不豫，人無不歸咎慶祺，此對盛傳一時。言路聞之，至入彈章，亦足見人言之可畏矣。